# Берніс (Оклахома)
Берніс (англ. Bernice) — місто (англ. town) в США, в окрузі Делавер штату Оклахома. Населення — 422 особи (2020).

## Географія
Берніс розташований за координатами 36°37′2″ пн. ш. 94°54′52″ зх. д. / 36.61722° пн. ш. 94.91444° зх. д. (36.617190, -94.914511).  За даними Бюро перепису населення США в 2010 році місто мало площу 3,76 км², з яких 2,24 км² — суходіл та 1,52 км² — водойми.

## Демографія
Згідно з переписом 2010 року, у місті мешкали 562 особи в 258 домогосподарствах у складі 164 родин. Густота населення становила 149 осіб/км².  Було 432 помешкання (115/км²).
Расовий склад населення:
| - 81,7 % — білих - 12,1 % — корінних американців |

До двох чи більше рас належало 5,7 %. Частка іспаномовних становила 2,3 % від усіх жителів.
За віковим діапазоном населення розподілялося таким чином: 19,4 % — особи молодші 18 років, 54,4 % — особи у віці 18—64 років, 26,2 % — особи у віці 65 років та старші. Медіана віку мешканця становила 48,8 року. На 100 осіб жіночої статі у місті припадало 95,1 чоловіків;  на 100 жінок у віці від 18 років та старших — 99,6 чоловіків також старших 18 років.
Середній дохід на одне домашнє господарство  становив 40 328 доларів США (медіана — 31 111), а середній дохід на одну сім'ю — 44 744 долари (медіана — 43 438). За межею бідності перебувало 18,9 % осіб, у тому числі 31,0 % дітей у віці до 18 років та 5,6 % осіб у віці 65 років та старших.
Цивільне працевлаштоване населення становило 154 особи. Основні галузі зайнятості: роздрібна торгівля — 20,8 %, публічна адміністрація — 11,0 %, будівництво — 11,0 %.